# Tony Khan
Antony Rafiq Khan, meglio conosciuto come Tony Khan (Champaign, 10 ottobre 1982), è un imprenditore e dirigente sportivo statunitense di origini pakistane.

## Biografia
Tony Khan è nato a Champaign (Illinois) il 10 ottobre 1982 da Ann Carlson e Shahid Khan; ha una sorella minore di nome Shanna.
Nel 2007 si è laureato presso l'Università dell'Illinois nella facoltà di scienza delle finanze.

## Carriera
Tony Khan è, insieme al padre Shahid, il co-proprietario della squadra di football americano dei Jacksonville Jaguars, della squadra di calcio del Fulham Football Club e delle federazioni di wrestling della All Elite Wrestling e della Ring of Honor.
(Mike Johnson, PWInsider)
Il lavoro svolto da Khan con la All Elite Wrestling gli ha fatto guadagnare il premio "Promoter of the Year" di Wrestling Observer Newsletter dal 2019 al 2022 e quello di "Best Booker" dal 2020 al 2022. Khan è stato inoltre lodato da molte personalità del mondo del wrestling, inclusi alcuni suoi dipendenti come Chris Jericho, Jim Ross, Jon Moxley, Britt Baker, Adam Cole, e Malakai Black.
Nel dicembre 2021, Khan venne criticato per dei commenti fatti in risposta alla sua decisione di licenziare la wrestler Big Swole dopo le sue accuse di mancanza di organizzazione; in risposta, Khan dichiarò di avere lasciato scadere il contratto di Swole senza rinnovarlo perché non la riteneva abbastanza valida come lottatrice."
Sebbene l'ex promoter di wrestling Eric Bischoff avesse lodato in precedenza la "passione" di Khan per l'industria del wrestling nel 2020, successivamente dichiarò al sito Solowrestling.com di ritenersi uno dei maggior detrattori di Khan e di volergli consigliare di smettere di prendere decisioni creative. Dave Scherer è stato molto critico nei confronti dello stile di management di Khan, descrivendolo come uno "dei peggiori booker e promoter di sempre", e scrisse: "[Khan] è visto come il bravo ragazzo di cui alcuni talenti si approfittano completamente." La sua decisione di licenziare CM Punk dopo una lite nel backstage accaduta al PPV All In nel 2023 ha ricevuto sia consensi che biasimi da varie parti.